# Irundisaua forsteri
Irundisaua forsteri är en skalbaggsart som först beskrevs av Friedrich F. Tippmann 1960.  Irundisaua forsteri ingår i släktet Irundisaua och familjen långhorningar. Inga underarter finns listade i Catalogue of Life.